# Шляйд (Рейнланд-Пфальц)
Шляйд (нім. Schleid) — громада в Німеччині, розташована в землі Рейнланд-Пфальц. Входить до складу району Бітбург-Прюм. Складова частина об'єднання громад Бітбургер-Ланд.
Площа — 6,24 км2. Населення становить 406 ос. (станом на 31 грудня 2020).